# Rodolfo Martín Villa
Rodolfo Martín Villa (Santa María del Páramo, León, 3 de octubre de 1934) es un empresario y político español. Ostentó varios cargos políticos de relevancia durante la dictadura franquista; en la Transición, formó parte de los equipos de gobierno de Adolfo Suárez y Leopoldo Calvo Sotelo; y ya en democracia estuvo entre las filas de UCD, primero, y del Partido Popular, más tarde.
Comenzó su carrera política durante la Dictadura franquista, donde ejercería diversos cargos como jefe nacional del Sindicato Español Universitario (SEU), secretario general de la Organización Sindical o gobernador civil de Barcelona. También ostentó el cargo de procurador en las Cortes franquistas. Tras la muerte de Franco, en diciembre de 1975 entró en el gobierno como ministro de relaciones sindicales, mandato durante el cual ocurrieron los sucesos de Vitoria de marzo de 1976. Por este motivo, entre otros, fue objeto de una investigación ya archivada en Argentina por homicidio agravado y crímenes de lesa humanidad.Actualmente, permanece imputado por la muerte de Teófilo del Valle.
En julio de 1976, fue nombrado ministro de la Gobernación —después renombrado como «del Interior»— en el primer gobierno de Adolfo Suárez. También se integraría en la UCD. En el contexto de la Transición, desde el ministerio emprendió la reconversión de las antiguas fuerzas de seguridad del régimen franquista. Durante estos años también hubo de hacer frente a la violencia practicada por diversos grupos terroristas, desde ETA o GRAPO a la extrema derecha; los asesinatos de ETA crecieron sustancialmente durante su mandato. Muy cuestionado, cesó como ministro del Interior en abril de 1979. 
Volvería al gobierno en 1980, primero como ministro de Administración Territorial y posteriormente como vicepresidente del Gobierno —ya durante la presidencia de Lepoldo Calvo-Sotelo—. Tras el hundimiento electoral de la UCD se pasaría a las filas del Partido Popular, si bien con un perfil político mucho más bajo. Con posterioridad se ha dedicado al mundo de la empresa, mayormente en el sector privado, pero también privatizando en el sector público, como ocurrió con Endesa durante el gobierno de José María Aznar.

## Biografía

### Dictadura franquista
Nació en 1934 en la localidad leonesa de Santa María del Páramo. Su padre, Emilio Martín Fernández, era empleado de ferrocarriles de la Compañía de los Caminos de Hierro del Norte de España. Estudió Ingeniería Industrial en la Universidad Politécnica de Madrid y perteneció al Cuerpo de Ingenieros Industriales al servicio de la Hacienda Pública. Vinculado con el Sindicato Vertical durante la dictadura, llegaría a ser presidente del Sindicato nacional de Papel, Prensa y Artes Gráficas.
En 1962 fue nombrado jefe nacional del Sindicato Español Universitario (SEU), en sustitución de Jesús Aparicio-Bernal. Para esa época el SEU se encontraba inmerso en una grave crisis, con su militancia desmovilizada y carente de una verdadera actividad. Retuvo este puesto durante varios años, hasta 1964. Al año siguiente fue designado delegado provincial de Sindicatos en Barcelona, y posteriormente —1966— nombrado director general de Industrias Textiles del Ministerio de Industria. En noviembre de 1969 accedió a la secretaría general de la Organización Sindical Española, siendo nombrado también durante ese año miembro del Consejo del Reino. En 1974 fue nombrado gobernador civil —y jefe provincial del «Movimiento»— de Barcelona (1974). Además de estos puestos, también ejerció como procurador en las Cortes franquistas.
Participó en la Conferencia Constitucional (1967-1968) que elaboró la Constitución de Guinea Ecuatorial de 1968.

### La Transición
En diciembre de 1975, Martín Villa fue nombrado ministro de Relaciones Sindicales en el primer gobierno posterior a la muerte de Franco —bajo la presidencia de Carlos Arias Navarro—. La situación laboral que se encontró Martín Villa era muy complicada. Con los efectos de la crisis del petróleo de 1973, la economía española se resintió notablemente. Durante los primeros meses de 1976 las fuerzas sindicales de la oposición emprendieron una importante campaña de movilizaciones y huelgas que llegaron a sumar un total 17 731 huelgas. En este contexto se produjeron los Sucesos de Vitoria, durante los cuales varios obreros resultaron muertos por la represión policial. Cuando Martín Villa visitó a los heridos junto a Manuel Fraga, fueron increpados y uno de los familiares preguntó, en voz alta, si habían ido allí a «rematar a los heridos».

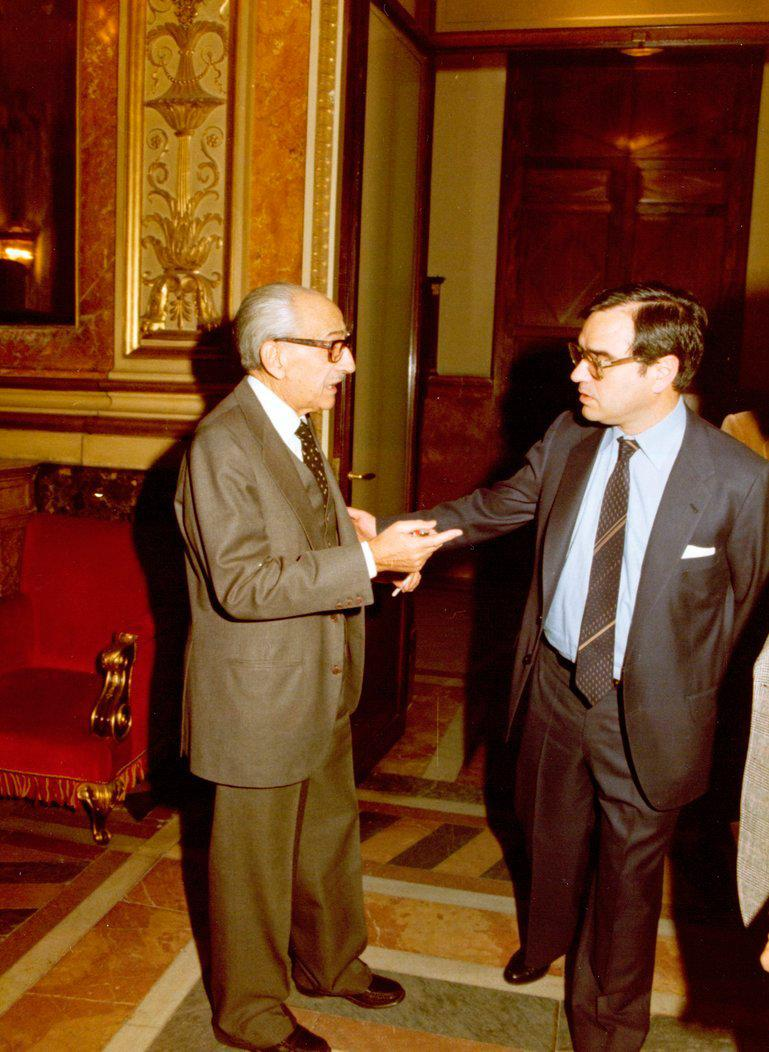
Fotografiado en 1980 junto con Manuel Gutiérrez Mellado.

Después de ser nombrado Adolfo Suárez como presidente del Gobierno al comienzo de la transición democrática, Martín Villa pasa a desempeñar en julio de 1976 la cartera de Gobernación —cargo que desde julio de 1977 se renombró como «ministro del Interior»—. En el periodo de ministro de Gobernación quedan legalizados en ese ministerio los partidos políticos -la legalización del Partido Comunista lleva su firma-. Fue uno de los personajes clave de la transición. Se integró como independiente (sector azul o de exfranquistas) en la Unión de Centro Democrático, al tiempo que era designado senador real en las Cortes de 1977. Más tarde sería elegido diputado al Congreso por la Circunscripción electoral de León  en la candidatura de la Unión de Centro Democrático.
De esta época algunos autores le han señalado como responsable de haber ordenado la destrucción de los archivos pertenecientes a la antigua FET y de las JONS, con la intención de destruir así pruebas incriminatorias.
En el Congreso de los Diputados ha sido presidente de la Comisión de Industria y Energía (1979-1980), de la de Presupuestos (1989-1996), de Justicia e Interior (1996-1997) y de la del Pacto de Toledo sobre las pensiones públicas.
A lo largo de su etapa como ministro del Interior, algunos miembros de las fuerzas de seguridad se vieron implicados en la organización de varios atentados terroristas contra determinados movimientos revolucionarios, como: caso Scala contra la anarcosindical CNT o el intento de asesinato a Antonio Cubillo (líder independentista canario). Llegó a tener a sus órdenes al conocido como «supercomisario» Roberto Conesa, famoso durante el franquismo por sus brutales prácticas de tortura con los detenidos. Al frente de la Dirección general de Seguridad puso a un hombre de su confianza, Mariano Nicolás García.En el inicio de su mandato fue disuelta la Brigada Político-Social de la Policía, que había perseguido los llamados por el franquismo "delitos de intencionalidad política". 
En estos años también se acometió una reorganización de las antiguas fuerzas de seguridad del régimen franquista. A propuesta suya, el Gobierno envió a las Cortes a principios de 1978 la Ley de Policía que, entre otras reformas, hizo que las responsabilidades sobre actuaciones policiales fuesen juzgadas por la Justicia civil y no por la militar. También, de acuerdo con esa Ley el Cuerpo General de Policía y la Policía Armada fueron reconvertidos en el Cuerpo Superior de Policía y en el Cuerpo de Policía Nacional, respectivamente. Sin embargo, entre muchos sectores existía la sensación de que la antigua policía franquista seguía estando muy presente en las teóricamente renovadas fuerzas policiales. Así pues, por ejemplo, hacia 1982 antiguos miembros de la Brigada Político-Social dirigían nueve de las trece jefaturas superiores de policía que existían por todo el país.

### Carrera política posterior
Tras un breve paso por el sector privado, donde presidió el grupo SECEM-Ibercobre, volvió al gobierno en septiembre de 1980 con la cartera de ministro de Administración Territorial. Leopoldo Calvo-Sotelo lo confirmó en el mismo puesto en febrero de 1981 al convertirse en presidente del Gobierno después del fallido golpe de Estado del 23-F. En diciembre del mismo año fue nombrado vicepresidente primero del Gobierno, puesto que ostentó hasta julio de 1982.
- Diputado en Cortes Generales por León de 1 de marzo de 1979 a 9 de febrero de 1983.

- Con la disolución de la UCD, se incorporó al Partido Demócrata Popular de Óscar Alzaga para integrase más tarde, en el Partido Popular, accediendo a la ejecutiva nacional, en la que entró en 1988 y de cuya mano volvió a obtener el acta de diputado al Congreso.[19]

- Diputado en Cortes Generales por Madrid de 29 de octubre de 1989 a 10 de febrero de 1997.

- Presidente de Endesa de 1997 a 2002.

- El 9 de enero de 2003 es nombrado «Comisionado del Gobierno para las actuaciones derivadas de la catástrofe del buque Prestige» por el gobierno de José María Aznar.[31]

- Jesús de Polanco le nombró en 2004 como presidente de Sogecable,[32] hasta que en octubre de 2010 fue sustituido por Manuel Polanco.[33]

- En 2012 el ministro de economía Luis de Guindos nombra a Rodolfo Martín Villa como consejero dominical de Sareb, el Banco malo de España.[34][35]

El 26 de noviembre de 2013 ingresó como miembro de número en la Real Academia de Ciencias Morales y Políticas pronunciando el discurso Claves de la Transición. El cambio de sociedad, la reforma en la política y la reconciliación entre los españoles.

### Actividad empresarial

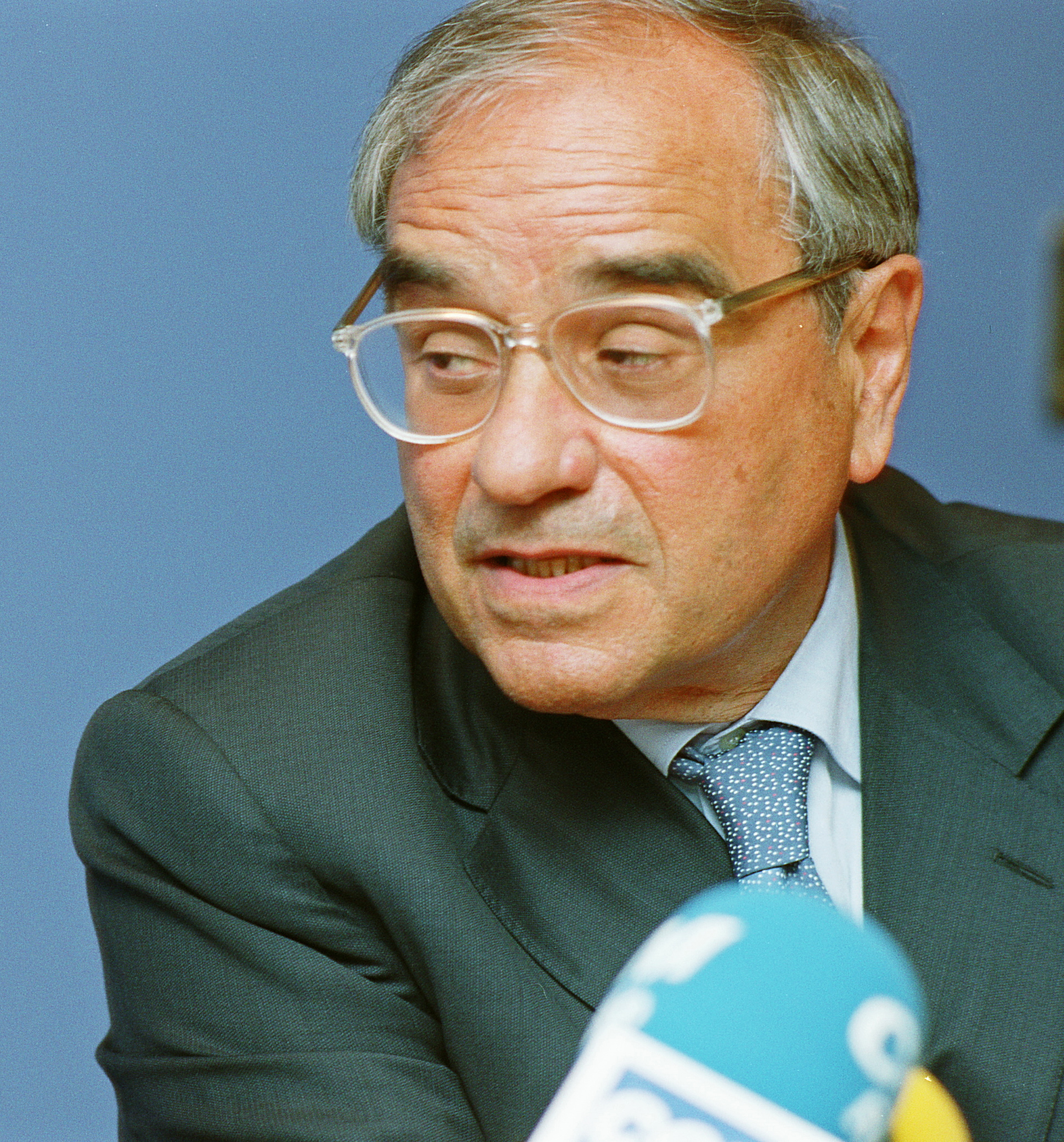
Fotografiado en 2001.

Fue presidente de diversas empresas y corporaciones industriales, entre las que destacan Endesa donde accedió a la presidencia en 1997, cuando la empresa era aún parcialmente pública (67% de propiedad del Estado), completándose la privatización durante su presidencia. Fue sustituido en 2002 por Manuel Pizarro, continuando como presidente de la Fundación Endesa. En su despedida se manifestaba 'satisfecho' de su trabajo, aunque sintió la 'decepción' de no poder llevar a cabo la proyectada fusión con Iberdrola, igualmente se mostró partidario de la energía nuclear. En enero de 2003, fue nombrado comisionado del Gobierno para el desastre del Prestige. En 2004 fue nombrado presidente de Sogecable, siendo sustituido por Manuel Polanco en octubre de 2010.

### Orden de detención internacional
A instancias de la llamada “querella argentina”, el Juzgado Criminal y Correccional Federal Nº1 de Buenos Aires, siendo su titular la jueza María Servini de Cubría, dictó el 30 de octubre de 2014 una orden internacional de busca y captura de una veintena de españoles en una causa abierta por muertes violentas y desapariciones en España entre julio de 1936 y junio de 1977, calificadas por el Juzgado como delitos de lesa humanidad.
La querella y el Juzgado responsabilizaban a Rodolfo Martín Villa, junto con Adolfo Suárez y Alfonso Osorio, de las cinco muertes por disparos policiales en Vitoria el 3 de marzo de 1976, cuando Martín Villa era ministro de Relaciones Sindicales. También le responsabilizó de otras muertes por disparos de policías, guardias civiles y ultraderechistas entre julio de 1976 y julio de 1978, siendo ministro de Gobernación (luego Interior). Martín Villa no figuraba entre los españoles para los que el Juzgado iba a dictar orden internacional de detención ni lo solicitó la Fiscalía.
Lo pidió la querella el 28 de octubre de 2014 y lo acordó el Juzgado dos días después.
Cuando Martín Villa conoció el Auto se ofreció a declarar voluntariamente. Comunicó al Juzgado argentino que no quería protegerse con la Ley de Amnistía de 1978 ni ampararse en decisiones del Gobierno y tribunales españoles.
El Gobierno español rechazó en 2015 las solicitudes de extradición planteadas por el Juzgado argentino. En 2016 varios jueces, en coincidencia con el criterio de la Fiscalía, denegaron a dicho Juzgado sus comisiones rogatorias para efectuar interrogatorios en España.
Tras no atender el Juzgado argentino varias peticiones del exministro para declarar en libertad, la Cámara Federal de Apelaciones de Argentina suspendió en agosto de 2017 la orden de detención. El Juzgado de Buenos Aires ratificó la orden y la Cámara de Apelaciones la revocó por segunda vez en septiembre de 2017. Como consecuencia de esa decisión, el Juzgado anuló su orden de detención en marzo de 2018.
La jueza argentina planteó entonces otra comisión rogatoria para interrogar a Martín Villa en Madrid. El Juzgado de Instrucción N.º 5 de la Audiencia Nacional resolvió en octubre de 2018 que la legislación española no amparaba esa petición. Tras posponer el Juzgado argentino varias veces la toma de declaración, en 2020 la Cámara de Apelaciones admitió una queja de la defensa de Martín Villa y emplazó al Juzgado a efectuar el interrogatorio sin más demoras.
Martín Villa declaró voluntariamente, por videoconferencia, desde el Consulado argentino en Madrid el 3 de septiembre de 2020.
Aportó testimonios escritos en su defensa por los cuatro expresidentes del Gobierno vivos —Felipe González (PSOE), José María Aznar (PP), José Luis Rodríguez Zapatero (PSOE) y Mariano Rajoy (PP)—, los dos ponentes vivos de la Constitución —Miquel Roca y Miguel Herrero y Rodríguez Miñón—, dos exsecretarios generales de la Unión General de Trabajadores —Nicolás Redondo y Cándido Méndez—, dos exsecretarios generales de Comisiones Obreras —Antonio Gutiérrez y José María Fidalgo—, y los exministros del Interior de Chile tras Pinochet, Enrique Krauss, y de Portugal tras Salazar, Jaime Gama, entre otras figuras públicas relevantes.
En su declaración, Martín Villa afirmó que la Transición a la democracia fue todo lo contrario a lo invocado por la querella y la jueza para calificar como delitos de lesa humanidad las muertes de las que se le responsabilizaba: un “plan sistemático, generalizado, deliberado y planificado de aterrorizar a españoles partidarios de la forma representativa de Gobierno a través de la eliminación física de sus más representativos exponentes”.
El exministro señaló que entre los testimonios escritos que entregaba se encontraban los de algunos relevantes partidarios de la democracia, esos que se le acusaba de eliminar.
Pasado un año de la declaración, en octubre de 2021 la jueza Servini decidió procesar a Martín Villa por considerarle autor mediato de cuatro muertes —tres causadas en los sucesos de Vitoria y una en Pamplona en los sanfermines de 1978—, calificadas por su juzgado como crímenes de lesa humanidad.
El Juzgado dejó pendiente la decisión, de procesar o no, sobre otras muertes, entre ellas dos de las causadas en Vitoria en 1976, a la espera de posibles indagaciones.
La defensa presentó un recurso y la Cámara Federal de Apelaciones revocó por unanimidad el auto de procesamiento en diciembre de 2021. En la resolución alegó la ausencia de elementos inherentes al concepto de delito de lesa humanidad, necesario para atribuirle tal delito a Martín Villa.
También invocó que la versión de la Transición que figuraba en el auto de procesamiento no es la mayoritaria en la historiografía española y contrasta con la de quienes no perciben la Transición como “continuación de un plan sistemático de exterminio y/o persecución de opositores al franquismo”.
Los abogados de la querella presentaron en febrero de 2022 recurso ante la Cámara Federal de Casación Penal, que, en septiembre de 2022, rechazó este recurso y confirmó la anulación del auto de procesamiento, dando así la razón a la tesis mantenida por la defensa de Rodolfo Martín Villa.